# Gnamptogenys concinna
Gnamptogenys concinna é uma espécie de formiga do gênero Gnamptogenys.